# Марзалюк, Игорь Александрович
И́горь Алекса́ндрович Марзалю́к (бел. Ігар Аляксандравіч Марзалюк; род. 11 сентября 1968, г.п. Краснополье, Могилёвская область, Белорусская ССР. СССР) — белорусский историк, археолог, краевед, педагог. Доктор исторических наук (2003), профессор (2011).

## Биография
Родился в городе Краснополье Краснопольского района Могилёвской области, Беларусь. Окончил исторический факультет Могилёвского педагогического института (1992). Отслужил в армии, по собственным словам — в спецназе, позднее уточнил, что был старшим механиком-водителем танкового взвода разведроты. В 1996 году защитил кандидатскую диссертацию (Институт истории НАН Республики Беларусь; «Магілеў у XII—XVIII стст.(па матэрыялах археалагічнага даследавання і пісьмовых крыніц»). В 2003 году — докторскую диссертацию (Институт истории НАН Республики Беларусь; «Этнаканфесійныя і сацыякультурныя стэрэатыпы насельніцтва беларускіх зямель у X—XVII стст.»).
С 1996 года — преподаватель, с 2003 года — профессор, заведующий кафедрой археологии и специальных исторических дисциплин Могилёвского государственного университета. Руководитель археологического центра и археологической лаборатории имени В. Ф. Копытина при кафедре археологии и специальных исторических дисциплин МГУ имени А. А. Кулешова.

## Научная деятельность
Занимался исследованием материальной и духовной культуры средневековых городов Беларуси, а также изучением комплекса этноконфессиональных и социокультурных стереотипов в белорусском обществе. Проводит археологическое изучение памятников Могилёвской области и сопредельных территорий Гомельской, Минской и Витебской областей Белоруссии.

### Критика
Деятельность Игоря Марзалюка, как историка, нередко подвергается критике. Ему вменяют увлечение псевдонаучными теориями.
В отношении числа жертв, расстрелянных в Куропатах, Марзалюк ссылался на заниженные данные.
В апреле 2019 года в Бобруйске был найден уникальный шлем конца IX — начала XI века. По мнению Марзалюка, шлем принадлежал полоцкому князю Изяславу, сыну киевского князя Владимира Святославовича и княжны Рогнеды. Однако его версию опроверг украинский историк Артём Папакин, объяснив, что нет никаких оснований, чтобы приписывать шлем Изяславу, обвинив Марзалюка в мифотворчестве.
В 2022 году отмечалась тенденциозность высказываний Марзалюка о Наталье Арсеньевой и реакции белорусских христианских демократов на поход Красной армии в Западную Белоруссию осенью 1939 года. По мнению минского политолога Вольфа Рубинчика, с 2010-х годов Марзалюк — больше пропагандист, чем исследователь.

## Политическая и общественная деятельность
Член Совета Республики V созыва (2012—2016, постоянная комиссия по международным делам и национальной безопасности). С 2016 года — депутат Палаты представителей Национального собрания Республики Беларусь VI созыва, председатель комиссии Палаты представителей по образованию, культуре и науке.
В 2019 году после обращения Александра Лукашенко с Посланием народу и парламенту 19 апреля, Игорь Марзалюк стал героем мема, благодаря своей эмоциональной реакции со слезами на глазах на речь президента.
В мае 2019 года принял участие в торжественном открытии металлических перил на территории городского парка в Могилёве, установленных вместо добротных деревянных, сделанных местными жителями за свой счёт. Фотографии, на которых Марзалюк разрезает красную ленточку на торжественном открытии, быстро набрали популярность, став поводом для многочисленных шуток, а само мероприятие сравнили в сети с «российской привычкой открывать мусорные баки и водоколонки».
25 апреля Игорь Марзалюк стал одним из ведущих ток-шоу «В обстановке мира» на телеканале «СТВ». Впрочем, шоу скоро было закрыто из-за непопулярности.
Агитируя за Александра Лукашенко перед президентскими выборами 2020 года, Марзалюк заявил, что для республики существует два выбора — «наше государство и наш национальный лидер или Северо-Западный край» (бел. альбо наша дзяржава і наш нацыянальны лідар, альбо Северо-Западный край) и обвинил задержанных сотрудников российских частных военных компаний в попытке дестабилизации обстановки. 11 августа 2020 года, после начала массовых протестов, Марзалюк заявил, что протесты финансируются российскими олигархами: якобы они потратили 1,2 млрд. долларов на эти нужды. По его словам, протестующие намеревались разрушить белорусскую государственность и восстановить Северо-Западный край.

### Взгляды
Предлагал ввести штрафы для тех, кто не ходит на выборы.
Неоднократно высказывался в поддержку Декрета № 3 «О предупреждении социального иждивенчества». После начала протестов в стране ещё раз подтвердил своё мнение: «Было бездарное, тупое исполнение — в этом и проблема. Но суть декрета правильная. Это моя позиция».
В апреле 2019 года поддержал снос крестов бульдозерами в Куропатах (снос которых проводился 4 апреля во время Крестопоклонной недели в Великий пост), назвав это «наведением порядка перед Пасхой» и заявив о том, что кресты были установлены «ультрарадикальными националистами».
В ноябре 2020 года заявил, что лозунг «Жыве Беларусь!» является калькой нацистского приветствия «Зиг Хайль!», хотя он возник и распространился задолго до начала Второй мировой войны.

## Выборы
| Кандидат                    | Кандидат                     | Субъект выдвижения                          | Голосов | %    |
| --------------------------- | ---------------------------- | ------------------------------------------- | ------- | ---- |
|                             | Марзалюк Игорь Александрович | Беспартийный                                | 24 462  | 49,2 |
|                             | Здорикова Людмила Евгеньевна | Белорусская партия левых «Справедливый мир» | 16 483  | 33,1 |
|                             | Бодилев Андрей Александрович | Объединённая гражданская партия             | 1 926   | 3,9  |
|                             | Шевченко Сергей Евгеньевич   | Беспартийный                                | 1 371   | 2,8  |
|                             | Войтова Анастасия Викторовна | Партия БНФ                                  | 1 203   | 2,4  |
|                             | Козин Александр Петрович     | Белорусская партия левых «Справедливый мир» | 803     | 1,6  |
| Против всех                 | Против всех                  | Против всех                                 | 3 100   |      |
| Недействительных бюллетеней | Недействительных бюллетеней  | Недействительных бюллетеней                 | 418     |      |
| Всего                       | Всего                        | Всего                                       | 66 104  | 100  |
| Явка избирателей            | Явка избирателей             | Явка избирателей                            | 49 766  | 75,3 |

| Кандидат                    | Кандидат                      | Субъект выдвижения                                  | Голосов | %     |
| --------------------------- | ----------------------------- | --------------------------------------------------- | ------- | ----- |
|                             | Марзалюк Игорь Александрович  | Беспартийный                                        | 26 720  | 53,44 |
|                             | Чертков Сергей Валерьевич     | Беспартийный                                        | 13 193  | 26,38 |
|                             | Павлов Александр Игоревич     | Беспартийный                                        | 2 660   | 5,32  |
|                             | Аксенов Олег Леонидович       | Объединённая гражданская партия                     | 1 772   | 3,54  |
|                             | Соловьёв Вячеслав Николаевич  | Либерально-демократическая партия                   | 1 245   | 2,49  |
|                             | Глушков Евгений Александрович | Белорусская социал-демократическая партия (Грамада) | 507     | 1,01  |
| Против всех                 | Против всех                   | Против всех                                         | 3 507   |       |
| Недействительных бюллетеней | Недействительных бюллетеней   | Недействительных бюллетеней                         | 399     |       |
| Всего                       | Всего                         | Всего                                               | 65 096  | 100   |
| Явка избирателей            | Явка избирателей              | Явка избирателей                                    | 50 003  | 76,81 |

## Награды
- Орден Почёта (Белоруссия)
- Медаль «За трудовые заслуги»
- Заслуженный работник образования Республики Беларусь (18 марта 2024 года)  — за плодотворную государственную и общественную деятельность, значительный личный вклад в развитие законодательства и парламентаризма[27]
- Благодарность Президента Республики Беларусь (31 марта 2022 года) — за многолетний плодотворный труд, высокий профессионализм, значительный личный вклад в государственное строительство, активное участие в общественно-политической жизни страны[28].
- Почётная грамота Национального собрания Республики Беларусь (26 октября 2015 года) — за заслуги в развитии законодательства, в укреплении межгосударственных и межпарламентских связей, большой вклад в формирование и реализацию социальной и экономической политики Республики Беларусь[29]
- Награждён грамотой Министерства образования Республики Беларусь[источник не указан 2261 день].
- Орден «Содружество» (21 ноября 2019 года, Межпарламентская ассамблея СНГ) — за активное участие в деятельности Межпарламентской Ассамблеи и её органов, вклад в укрепление дружбы между народами государств — участников Содружества Независимых Государств[30].
- Медаль «За укрепление парламентского сотрудничества» (26 ноября 2015 года, Межпарламентская ассамблея СНГ) — за особый вклад в развитие парламентаризма, укрепление демократии, обеспечение прав и свобод граждан в государствах — участниках Содружества Независимых Государств[31].
- Медаль «МПА СНГ. 25 лет» (27 марта 2017 года, Межпарламентская ассамблея СНГ) — за заслуги в деле развития и укрепления парламентаризма, за вклад в развитие и совершенствование правовых основ функционирования Содружества Независимых Государств, укрепление международных связей и межпарламентского сотрудничества[32].
- Почётная грамота Совета МПА СНГ (28 ноября 2013 года, Межпарламентская ассамблея СНГ) — за активное участие в деятельности Межпарламентской Ассамблеи и её органов, вклад в укрепление дружбы между народами государств — участников Содружества Независимых Государств[33].